# Elmore Leonard
Pour les articles homonymes, voir Leonard.
Œuvres principales
- Hitler's Day
- Le Kid de l'Oklahoma
- Punch créole

Elmore Leonard (11 octobre 1925, La Nouvelle-Orléans, Louisiane - 20 août 2013, Détroit, Michigan), est un romancier et scénariste américain.

## Biographie
Son père travaille pour General Motors où il était chargé de trouver des sites où General Motors pourrait implanter des usines, ce qui provoque de nombreux déménagements de la famille Leonard. Même si Elmore Leonard est né à La Nouvelle-Orléans, il n'y vécut pas très longtemps. En 1934, sa famille s'installe à Détroit dans le Michigan.
À cette époque deux événements importants ont lieu, qui influencent beaucoup Leonard dans ses écrits. Les gangsters comme Bonnie et Clyde font la une des journaux du pays, tout comme l'équipe de baseball des Tigers de Détroit. Au début des années 1930, Bonnie et Clyde sont connus pour leur folie meurtrière, ils sont abattus le 23 mai 1934. Les Tigers de Détroit se qualifient pour les Séries mondiales de baseball en 1934. Ces évènements marquent Leonard, qui en conçoit une fascination pour les sports et les armes.
Leonard est diplômé de la University of Detroit Jesuit High School en 1943.
Elmore Leonard vit ses dernières années dans le comté d'Oakland (Michigan), avec sa famille. En 2012, il est lauréat du National Book Award pour l'ensemble de son œuvre.

## Style
Leonard ou « Dutch », comme il est parfois surnommé, connaît ses premiers succès dans le monde de la fiction dans les années 1950, en publiant régulièrement des récits de western dans des pulps (publications peu coûteuses). Depuis, il s'est essayé au roman policier et à d'autres genres, dont l'écriture de scénarios. Il est salué par les critiques pour son réalisme et ses dialogues justes et forts. Son style prend souvent quelques libertés avec la grammaire dans l'intérêt d'accélérer l'histoire. Dans son essai Elmore Leonard’s Ten Rules of Writing, Leonard écrit : « Mais ma règle la plus importante est une règle qui résume les dix autres : “Si cela ressemble à de l'écrit, je le réécris”. »
De nombreux romans de Leonard ont été adaptés en films, parmi lesquels Hombre en 1967, Get Shorty en 1995, Rum Punch (en 1997, sous le titre Jackie Brown) et Be Cool en 2005. La série télévisée Justified s'inspire de ses romans Pronto (en) et Beyrouth-Miami (en).

## Œuvre

### Romans
- 1953 : The Bounty Hunters, publié en France sous le titre Les Chasseurs de primes (Rivages/Noir 2001)
- 1954 : The Law at Randado, publié en France sous le titre La Loi à Randado (Rivages/Noir 2003)
- 1956 : Escape from Five Shadows, publié en France sous le titre L'Évasion de Five Shadows (Rivages/Noir 2003)
- 1959 : Last Stand at Saber River, publié en France sous le titre Retour à Saber River, traduction de Marlène Bondil (Rivages/Noir 2005 n°588)
- 1961 : Hombre, publié en France sous le même titre (Librairie des Champs-Élysées coll. Western 1967 ; Rivages/Noir 2004)
- 1969 : The Big Bounce, publié en France sous le titre Cinglés ! (Rivages/Noir inédit 2014)
- 1969 : The Moonshine War, publié en France sous le titre La Guerre du whisky (Payot & Rivages 2010 ; Rivages/Noir 2011)
- 1970 : Valdez is coming, publié en France d'abord sous le titre Valdez est arrivé ! (Gallimard Super noire 1979 ; Série noire 1992), puis sous le titre Valdez arrive ! (Rivages/Noir 2004)
- 1972 : Forty Lashes Less One, publié en France sous le titre Le Zoulou de l'Ouest (Rivages/Noir 2002 n°437), traduction de Danièle et Pierre Bondil.
- 1974 : Mr. Majestyk, publié en France sous le titre Monsieur Majestyk (Gallimard Série noire 1989) - novélisation de son scénario du film Mr. Majestyk (1974)
- 1974 : Fifty-Two Pickup, publié en France sous le titre Paiement cash (Presses de la Cité coll. Danger Haute Tension 1987 ; France Loisirs 1989 – dans une anthologie comprenant aussi Le Jeu de la mort et La Brava)
- 1976 : Swag, publié en France sous le titre Plus gros que le ventre (Gallimard Super noire 1976), réédition en 2020 sous le titre Swag, coll. « Rivages/Noir »
- 1977 : Unknown Man No. 89, publié en France sous le titre Homme inconnu no 89 (Gallimard Super noire 1977 ; Série noire 1998 & 2004 – couvertures différentes)
- 1977 : The Hunted, publié en France sous le titre Le Don Quichotte du Sinaï (Gallimard Super noire 1978 ; Série noire 2005)
- 1978 : The Switch, publié en France sous le titre La Joyeuse Kidnappée (Gallimard Super noire 1979 ; Série noire 1988 & 2005 – couvertures différentes)
- 1979 : Gunsights, publié en France sous le titre Duel à Sonora (Rivages/Noir 2004 n°520), traduction de Marlène Bondil.
- 1980 : City Primeval, publié en France sous le titre La Loi de la cité, Grand Prix de la littérature policière en 1986 (Presses de la Cité coll. Danger Haute Tension  1985 ; France Loisirs 1986 ; Le Livre de poche 1987 ; éditions Belfond 1996 ; Rivages/Noir 2007)
- 1980 : Gold Coast, publié en France sous le même titre (Presses de la Cité coll. Danger Haute Tension 1986 ; France Loisirs 1987 ; Le Livre de poche 1988 ; Rivages/Noir 2010)
- 1981 : Split Images, publié en France sous le titre Permis de chasse (Rivages/Noir 2013)
- 1982 : Cat Chaser, publié en France sous le titre Un drôle de pèlerin (Presses de la Cité coll. Danger Haute Tension 1985 ; France Loisirs 1986 ; Le Livre de poche 1987 ; Rivages/Noir 2012 sous le titre Cat Chaser)
- 1983 : Stick, publié en France d'abord sous le titre Stick (Presses de la Cité coll. Haute Tension 1984), puis sous le titre Le Justicier de Miami (J'ai lu 1985)
- 1983 : La Brava, publié en France sous le même titre, Prix Edgar du meilleur roman policier en 1984 (Presses de la Cité coll. Danger Haute Tension 1984 ; Le Livre de poche 1989 ; France Loisirs 1989 – dans une anthologie comprenant aussi Le Jeu de la mort et Paiement cash ; éditions Belfond 1996 ; Rivages/Noir 2010)
- 1985 : Glitz, publié en France d'abord sous le titre Le Jeu de la mort (éditions Belfond 1986 ; Presses de la Cité coll. Danger Haute Tension 1986 ; France Loisirs 1989 – dans une anthologie comprenant aussi Paiement cash et La Brava), puis sous le titre Glitz (Rivages/Noir 2008)
- 1987 : Bandits !, publié en France sous le même titre (Presses de la Cité 1988 ; France Loisirs 1988 ; Le Livre de poche 1989 ; Rivages/Noir 2008)
- 1987 : Touch (actuellement inédit en France)
- 1988 : Freaky Deaky, publié en France sous le titre Les Fantômes de Detroit (Presses de la Cité 1989 ; Rivages/Noir 2006)
- 1989 : Killshot, publié en France d'abord sous le titre D'un coup, d'un seul (éditions du Masque 1990 ; Le Livre de poche 1992), puis sous le titre Killshot (Rivages/Noir 2006)
- 1990 : Get Shorty, publié en France sous le titre ZigZag Movie (Rivages/Thriller 1992, Rivages/Noir 1995 – 2 couvertures différentes)
- 1991 : Maximum Bob, publié en France sous le même titre (Rivages/Thriller 1993, Rivages/Noir 1996)
- 1992 : Rum Punch, publié en France sous le titre Punch créole (Rivages/Thriller 1994, Rivages/Noir 1998)
- 1993 : Pronto (en), publié en France sous le même titre (Rivages/Thriller 1996, Rivages/Noir 2000)
- 1995 : Riding the Rap (en), publié en France sous le titre Beyrouth-Miami (Rivages/Thriller 1998, Rivages/Noir 2001) traduction de Danièle et Pierre Bondil
- 1996 : Out of Sight, publié en France sous le titre Loin des yeux (Rivages/Thriller 1998, Rivages/Noir 2002)
- 1998 : Cuba Libre, publié en France sous le titre Viva Cuba libre ! (Rivages/Thriller 2000, Rivages/Noir 2003)
- 1999 : Be Cool !, publié en France sous le même titre (Rivages/Thriller 2004, Rivages/Noir 2005)
- 2000 : Pagan Babies, publié en France sous le titre Dieu reconnaîtra les siens (Rivages/Thriller 2003, Rivages/Noir 2009)
- 2001 : Fire in the Hole (Livre numérique, First Electronic Edition)
- 2002 : Tishomingo Blues, publié en France sous le même titre (Rivages/Thriller 2005, Rivages/Noir 2012), traduction de Danièle et Pierre Bondil
- 2003 : A Coyote's in the House, publié en France sous le titre Un coyote dans la maison (éditions du Seuil 2005), traduction de Nicolas et Pierre Bondil
- 2004 : Mr. Paradise, publié en France sous le même titre (Rivages/Thriller 2006 ; Rivages/Noir 2011), traduction de Danièle et Pierre Bondil
- 2005 : The Hot Kid, publié en France sous le titre Le Kid de l'Oklahoma (Rivages/Thriller 2008, Rivages/Noir 2014), traduction de Johanne Le Ray    et Pierre Bondil
- 2007 : Up in Honey's Room, publié en France sous le titre Hitler's Day (Rivages/Thriller 2009, Rivages/Noir 2014)[3], traduction de Johanne Le Ray et Pierre Bondil
- 2009 : Road Dogs, publié en France sous le même titre (Rivages/Thriller 2010)[4] traduction de Johanne Le Ray
- 2011 : Djibouti, publié en France sous le même titre (Rivages/Thriller 2013), traduction de Johanne Le Ray
- 2012 : Raylan, publié en France sous le même titre (Rivages/Thriller 2014, Rivages/Noir n°2015), traduction de Pierre Bondil

### Nouvelles
- 1998 : The Tonto Woman and other Western stories (recueil de dix-neuf nouvelles, toutes reprises dans l'ouvrage de 2004)
- 2002 : When the Women Come Out to Dance (recueil de neuf nouvelles dont deux reprises dans l'ouvrage de 2004 : Hurrah for Capt. Early et The Tonto Woman), publiées en France sous le titre Quand les femmes sortent pour danser (Rivages/Écrits noirs 2005, Rivages/Noir 03/2009)
- 2004 : The Completes Western Stories of Elmore Leonard (recueil de 30 nouvelles, réédité en 2006 en Grande-Bretagne), publiées en France en trois volumes (la nouvelle The Tonto Woman n'est pas reprise) :
  1. Médecine apache (recueil de neuf nouvelles - Rivages/Noir 2008)
  2. 3 heures 10 pour Yuma (recueil de neuf nouvelles - Rivages/Noir, 2008)
  3. L’Homme au bras de fer (recueil de onze nouvelles - Rivages/Noir, 2009)
- 2006 : Moment of Vengeance and other stories (recueil de sept nouvelles, déjà présentes dans l'ouvrage de 2004)
- 2006 : Blood Money and other stories (recueil de sept nouvelles, déjà présentes dans l'ouvrage de 2004)
- 2009 : Comfort to the Enemy (recueil[5] composé des deux nouvelles d'Elmore Leonard : Showdown at Chechtotah et Louly and Pretty Boy, publiées précédemment dans des anthologies de divers auteurs, la première en 2003, la seconde en 2005 ; et de Comfort to the Enemy, nouvelle policière publiée en quatorze épisodes dans le New-York Times en 2005), publiées en français sous le titre Connivence avec l'ennemi - Rivages/Noir, 2012) traduction de Johanne Le Ray
- 2015 : The Unpublished Stories of Elmore Leonard : Charlie Martz and other stories recueil composé de quatorze nouvelles d'Elmore Leonard, publiées en français en 2 parties sous les titres Charlie Martz et autres histoires (7 nouvelles) et Rebelle en fuite et autres histoires (7 nouvelles) traduites par Johanne Le Ray et Pierre Bondil - Payot & Rivages, 2017

### Essais
- 2007 : Elmore Leonard’s Ten Rules of Writing, publié en France sous le titre Mes dix règles d'écriture (Hors collection/Rivages, 2009), traduction de Johanne Le Ray et Jeanne Guyon

## Filmographie

### Adaptations à l'écran
| Date | Film, téléfilm ou série TV                                                     | Roman ou nouvelle adapté(e)                                                             |
| ---- | ------------------------------------------------------------------------------ | --------------------------------------------------------------------------------------- |
| 1956 | Moment of Vengeance (épisode de la série télévisée Schlitz Playhouse of Stars) | Moment of Vengeance                                                                     |
| 1957 | 3 h 10 pour Yuma (3:10 to Yuma) de Delmer Daves                                | Three-Ten to Yuma (parue pour la première fois en mars 1953 dans Dime Western Magazine) |
| 1957 | L'Homme de l'Arizona (The Tall T) de Budd Boetticher                           | The Captives (parue pour la première fois en février 1955 dans Argosy)                  |
| 1967 | Hombre de Martin Ritt                                                          | Hombre                                                                                  |
| 1969 | Une si belle garce d’Alex March                                                | The Big Bounce (première adaptation au cinéma)                                          |
| 1970 | La Guerre des bootleggers de Richard Quine                                     | The Moonshine War                                                                       |
| 1971 | Valdez d’Edwin Sherin (en)                                                     | Valdez is coming                                                                        |
| 1984 | L'Ambassadeur : Chantage en Israël de J. Lee Thompson                          | Fifty-Two Pickup                                                                        |
| 1985 | Stick, le justicier de Miami de et avec Burt Reynolds                          | Stick                                                                                   |
| 1986 | Paiement cash (52 Pick-up) de John Frankenheimer                               | Fifty-Two Pickup                                                                        |
| 1988 | Meurtre à Atlantic City (téléfilm) de Sandor Stern                             | Glitz                                                                                   |
| 1989 | Cat Chaser d’Abel Ferrara                                                      | Cat Chaser                                                                              |
| 1989 | Randado, ville sans loi (Border Shootout, téléfilm) de Chris McIntyre          | The Law at Randado                                                                      |
| 1992 | Split Images (téléfilm) de Sheldon Larry                                       | Split Images                                                                            |
| 1995 | Get Shorty de Barry Sonnenfeld                                                 | Get Shorty                                                                              |
| 1997 | Jackie Brown de Quentin Tarantino                                              | Punch créole                                                                            |
| 1997 | La Rivière de la dernière chance (téléfilm) de Dick Lowry                      | Last Stand at Saber River                                                               |
| 1997 | Elmore Leonard's Gold Coast (téléfilm) de Peter Weller                         | Gold Coast                                                                              |
| 1997 | Pronto (téléfilm) de Jim McBride                                               | Pronto                                                                                  |
| 1997 | Touch de Paul Schrader                                                         | Touch                                                                                   |
| 1998 | Maximum Bob (série télévisée)                                                  | Maximum Bob                                                                             |
| 1998 | Hors d'atteinte de Steven Soderbergh                                           | Out of Sight                                                                            |
| 2004 | La Grande Arnaque de George Armitage                                           | The Big Bounce (seconde adaptation au cinéma après Une si belle garce)                  |
| 2005 | Be Cool de F. Gary Gray                                                        | Be Cool !                                                                               |
| 2007 | 3 h 10 pour Yuma (3:10 to Yuma), remake de James Mangold                       | Three-Ten to Yuma                                                                       |
| 2009 | Killshot de John Madden                                                        | Killshot                                                                                |
| 2009 | Sparks, court métrage de Joseph Gordon-Levitt                                  | Sparks (parue dans Quand les femmes sortent pour danser)                                |
| 2010 | Justified, série télévisée créée par Graham Yost                               | principalement le roman Pronto                                                          |
| 2013 | Crimes et petits mensonges de Daniel Schechter                                 | La Joyeuse Kidnappée                                                                    |
| 2023 | Justified: City Primeval, mini-série télévisée                                 | principalement le roman La Loi de la cité                                               |

### Scénarios originaux
- 1972 : Joe Kidd de John Sturges, avec Clint Eastwood, Robert Duvall, John Saxon
- 1974 : Mr. Majestyk de Richard Fleischer (il a plus novélisé son propre scénario)
- 1980 : Le Retour de Will Kane[7] (High Noon, Part II: The Return of Will Kane, téléfilm) de Jerry Jameson
- 1987 : Desperado (téléfilm) de Virgil W. Vogel, avec Alex McArthur, David Warner, Sydney Walsh,Lise Cutter, Gladys Knight
- 1987 : Confession criminelle (The Rosary Murders) de Fred Walton, avec Donald Sutherland, Charles Durning, Belinda Bauer

## Autres adaptations

### À la télévision
Sont listés ci-après quatre téléfilms dont le héros Duell McCann (interprété par Alex McArthur) a été créé par Elmore Leonard dans Desperado, téléfilm de 1987.
- 1988 : Desperado : le Retour de Duell McCall (The Return of Desperado) de E. W. Swackhamer
- 1988 : Desperado: Avalanche at Devil’s Ridge de Richard Compton du 24 mai 1988
- 1989 : Desperado: The Outlaw Wars de E. W. Swackhamer
- 1989 : Desperado: Badlands Justice de E. W. Swackhamer du 17 décembre 1989

En 2003, Jason Smilovic et Peter Lefcourt créent la série télévisée Karen Sisco d’après le film Hors d'atteinte, lui-même adapté d’un roman de Leonard.

### Bandes dessinées
- Le Kid de l’Oklahoma, Casterman, 2010
Scénario et dessin : Olivier Berlion

## Prix et distinctions

### Prix
- Prix Edgar-Allan-Poe du meilleur roman 1984 pour LaBrava[8]
- Grand prix de littérature policière 1986 pour La Loi de la cité[9]
- Prix Hammett 1991 pour Maximum Bob[10]
- Grand Master Award 1992[8]
- Cartier Diamond Dagger 2006[11],[12]
- National Book Award 2012 pour sa contribution distinguée aux lettres américaines[13]

### Nominations
- Prix Edgar-Allan-Poe 1979 du meilleur livre de poche pour The Switch[8]
- Prix Edgar-Allan-Poe 1983 du meilleur roman pour Split Images[8]